# Борисовский проезд
Бори́совский прое́зд (название утверждено в 1973 году) — проезд в Москве на территории районов Орехово-Борисово Северное и Зябликово Южного административного округа Москвы.
Нумерация домов ведётся от Каширского шоссе.

## Расположение
Борисовский проезд начинается от Каширского шоссе, через 300 метров справа к нему примыкает улица Генерала Белова. Затем проезд делает изгиб, изменяя направление с восточного на южное, пересекает Шипиловскую улицу и Ореховый бульвар. Борисовский проезд заканчивается, переходя в Елецкую улицу.

## Происхождение названия
Борисовский проезд назван по бывшему подмосковному селу Борисово.

## Примечательные здания и сооружения

### по нечётной стороне
- дом 3, корпус 1 — аптека «Ригла»
- Дом 3, корпус 2 — детский сад № 8 (для умственно отсталых детей).
- Дом 5,корпус 1 — супермаркет «Пятёрочка», салон связи «Евросеть» терминал МКБ, аптека А5, банкомат.
- Дом 9, корпус 3 — магазин продуктов «Нвэр».
- Дом 11, корпус 1 — «Сбербанк России», банкомат.
- Дом 11, корпус 2 — стоматология «Антуражъ».
- Дом 11, корпус 3 — Горэнергосбыт, южное отделение Орехово-Борисово Северное; ЮАО Орехово-Борисово Северное, инженерная служба; центр творчества «Элегия».
- Дом 13 — школа № 996 (непрерывное художественное образование).
- Дом 15, корпус 1 — в пристройке располагаются «Городская климатическая компания», ремонт обуви и одежды, зоомагазин.
- Дом 15, корпус 2 — ремонт и эксплуатация коллекторов и водостоков СУ участок № 6 (на углу дома).
- Дом 15, корпус 3 — социальный приют для детей и подростков ЮАО г. Москвы.
- Дом 15, корпус 4 — храм Живоначальной Троицы в Борисове.
- Дом 17, корпус 1, стр. 2 — частное охранное предприятие «Круг-М».
- Дом 19 — общежитие Московского государственного строительного университета (НИУ «МГСУ»)[3] (бывшее общежитие Московской Государственной Академии Коммунального Хозяйства и Строительства (МГАКХиС), отель «Борисовский»).
- Дом 19а — поликлиника № 3 «Семейный доктор».

### по чётной стороне
- Дом 8/1 — магазин продуктов «Одиссей ТК».
- Дом 10, корпус 2 — школа № 426 (первое здание)
- Дом 12, корпус 2 — детская музыкальная школа имени Шебалина В. Я.
- Дом 14, корпус 2 — школьно-базовая столовая «Школьник-ЮО».
- Дом 16 — Парикмахерская, продуктовый магазин
- Дом 18, корпус 2 — детский сад № 1011.
- Дом 20 — магазин «Second Hand».
- Дом 24, корпус 2 — детский сад № 905.
- Дом 26 — кинологический клуб «Босс Консулат Питомник РКФ».
- Дом 26, стр. 1 — супермаркет «Пятёрочка».
- Дом 36, корпус 5 — детский сад № 1082.
- Дом 36, корпус 6 — детский сад № 995 (с ясельной группой).
- Дом 40 — ? (школа)
- Дом 40а — ? (школа)
- Дом 46, корпус 1 — охранная система «Элс НПП».
- Дом 46, корпус 2 — детский сад № 953 (центр развития ребёнка).
- Дом 46, корпус 3 — детский сад № 1134 (комбинированного вида, логопедический).

## Транспорт

### Ближайшие станции метро
- «Домодедовская»
- «Шипиловская»
- «Красногвардейская»
- «Зябликово»

### Автобусные маршруты
- м86: метро «Красногвардейская» — метро «Добрынинская».
- с827: метро «Алма-Атинская» — Ключевая улица, 24
- с819: «Каширское шоссе (МКАД)» — метро «Красногвардейская».
- 858: метро «Орехово» — «6-й микрорайон Орехово-Борисова».
- 887: метро «Алма-Атинская» — Тамбовская улица.
- 899: метро «Красногвардейская» — метро «Коломенская».